# Костинский сельсовет (Шаховской район)
Костинский сельсовет — упразднённая административно-территориальная единица, существовавшая на территории Московской губернии и Московской области до 1939 года.
Костинский сельсовет возник в первые годы советской власти. По данным 1922 года он находился в составе Серединской волости Волоколамского уезда Московской губернии.
По данным 1926 года в состав сельсовета входили 2 населённых пункта — Костино и Ольховец.
В 1929 году Костинский с/с был отнесён к Шаховскому району Московского округа Московской области. При этом к нему был присоединён Иванцовский с/с.
17 июля 1939 года Костинский с/с был упразднён, а все его населённые пункты (Костино, Иванцево и Ольховец) были переданы в Серединский с/с.